# Gritos en la noche
Gritos en la noche és una pel·lícula de terror francoespanyola del 1962 dirigida per Jesús Franco. La va protagonitzar Howard Vernon com el boig Dr. Orloff, que vol reparar la cara de la seva filla desfigurada amb empelts d'altres pells. Aquesta pel·lícula va provocar diverses continuacions com El secreto el Dr. del Orloff (1964), Miss Muerte  (1966), El Enigma del ataúd (1969), La vie amoureuse de l'homme invisible  (1971),  Los ojos siniestros del doctor Orloff  (1973) i El Siniestro doctor Orloff  (1982).

## Altres dades
- Títol de la versió francesa: L'horrible docteur Orloff
- País: França-Espanya
- Altres Títols: 
The Awful Dr. Orloff (Estats Units) 
 The Demon Doctor (Regne Unit)

## Argument
Ajudat per l'estrafolari Morpho (Ricardo Valle), el Dr. Orloff segresta diverses dones incloent Dany (Maria Silva), una cantant de cabaret que oblida el collaret que permetrà a l'inspector Edgar Tanner (Conrado San Martin) de seguir-li la pista. Utilitzant Wanda Bronsky (Diana Lorys que també interpretava la filla) com a espia, Tanner atreu Orlof cap a una trampa, però els riscos seran més importants del que s'imaginava.

## Repartiment
- Howard Vernon: Dr. Orloff
- Conrado San Martín: Inspector Tanner
- Diana Lorys: Wanda Bronsky
- Perla Cristal: Arne
- María Silva: Dany
- Ricardo Valle: Morpho
- Mara Laso: Irma Gold
- Venancio Muro: Jean Rousseau
- Félix Dafauce: Inspector
- Faustino Cornejo:
- Manuel Vázquez: Klemp
- Juan Antonio Riquelme: